# Wilhelmøya

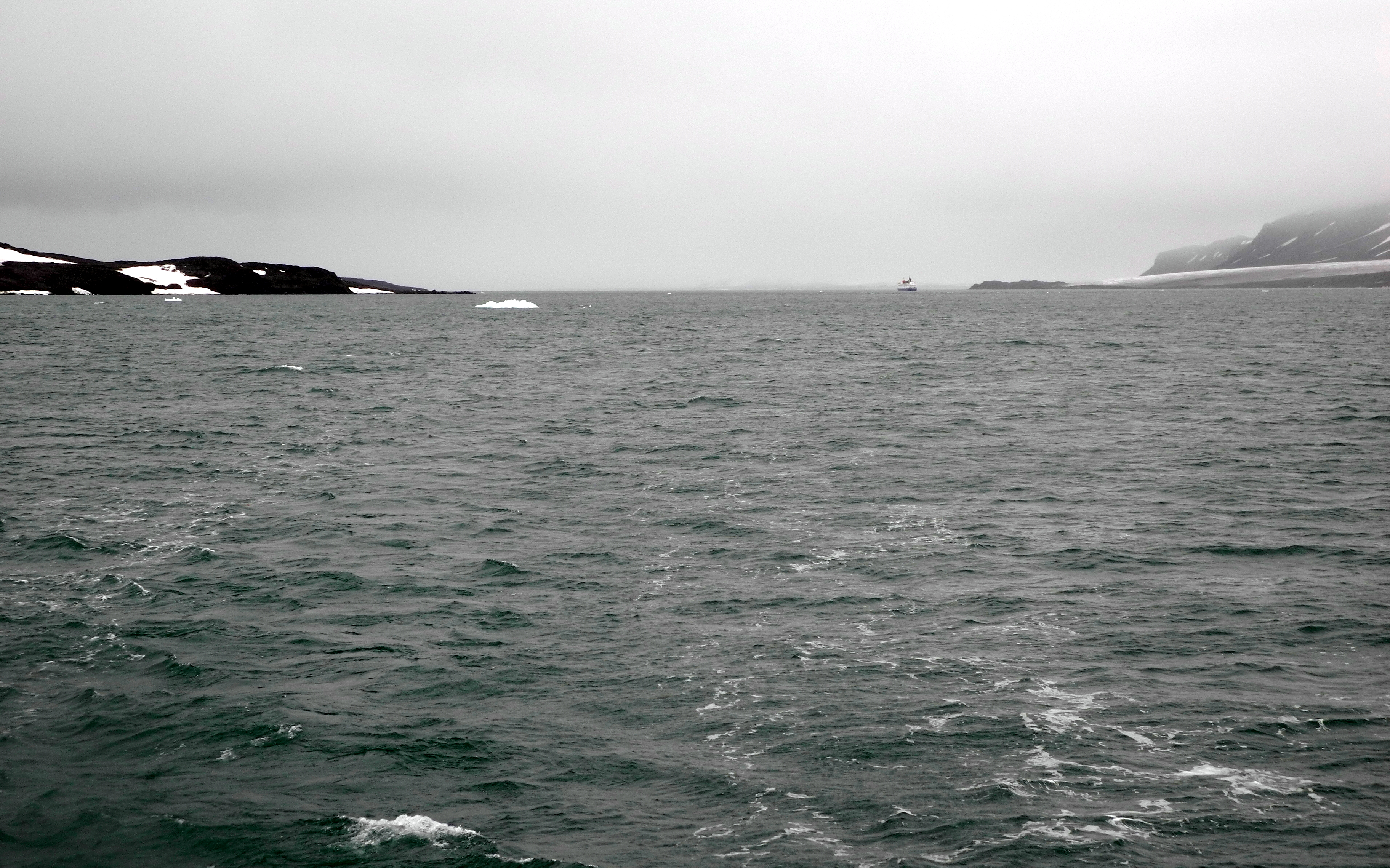
Bjørnsundet

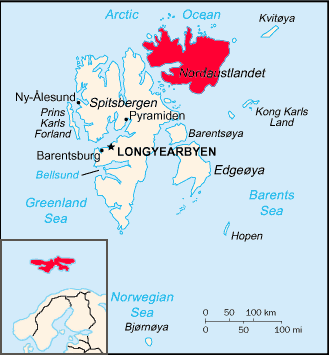
Översiktskarta

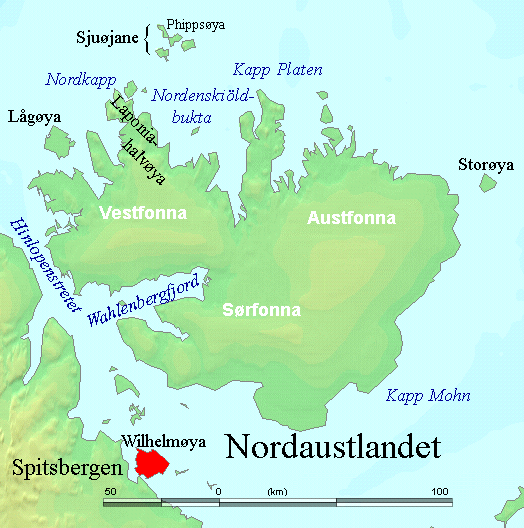
Lägeskarta, Wilhelmøya i den nedre vänstra delen

Wilhelmøya är en liten ö i nordöstra Svalbard.

## Geografi
Wilhelmøya ligger cirka 120 km nordöst om Longyearbyen och bara cirka 1 km öster om Spetsbergens kust i sundet Hinlopenstretet nära glaciären Olav V Land. .
Den obebodda ön har en area på cirka 124,5 km²  med en längd på cirka 12 km och cirka 10 km bred. Den högsta höjden är på cirka 656 m ö.h. och kustlinjen är på cirka 47 km.
Ön består av sedimentära bergarter från Mesozoikum och har endast mycket lite växtlighet.
På öns stränder finns rester av en mängd valskelett.
Förvaltningsmässigt ingår Wilhelmøya i naturreservatet Nordaust-Svalbard naturreservat.

## Historik
Det finns ingen dokumentation kring öns upptäckt och den har alltid varit obebodd.
Det nuvarande namnet gavs omkring 1865 av en tysk forskningsexpedition i området för att hedra tyske kejsaren Wilhelm I.
År 1973 inrättades Nordaust-Svalbard naturreservat.